# Esenbeckia velutina
Esenbeckia velutina är en vinruteväxtart som beskrevs av Ramos. Esenbeckia velutina ingår i släktet Esenbeckia och familjen vinruteväxter. Inga underarter finns listade i Catalogue of Life.